# Colm Feore
Colm Joseph Feore (ur. 22 sierpnia 1958 w Bostonie) – kanadyjski aktor teatralny, filmowy i telewizyjny.

## Życiorys
Urodził się w Bostonie w Massachusetts. Jego rodzice byli pochodzenia irlandzkiego. Wychowywał się w Irlandii, Ottawie i Windsorze w Ontario w Kanadzie. Uczęszczał do Ridley College w St. Catharines. Ukończył Narodową Szkołę Aktorską w Montrealu w Kanadzie i University of Windsor.

## Filmografia

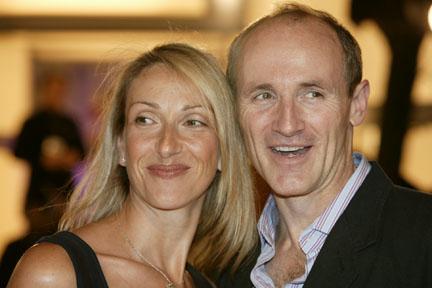
Colm Feore z żoną (2007)

- The Boys from Syracuse (1986) jako Antipholus z Ephesus
- A Nest of Singing Birds (1987) jako Michael Jimson
- Żelazny Orzeł II (Iron Eagle II, 1988) jako Yuri
- Poskromienie złośnicy (The Taming of the Shrew, 1988) jako Petruchio/Sly
- Beautiful Dreamers (1990) jako dr Maurice Bucke
- Personals  (1990)
- Thirty Two Short Films About Glenn Gould (1993) jako Glenn Gould
- Romeo i Julia (Romeo & Juliet, 1993) jako Merkucjo
- Pająk i mucha (The Spider and the Fly, 1994) jako Evan
- Gdzie są pieniądze, Noreen? (Where's the Money, Noreen?, 1995) jako Kevin Hanover
- Truman (1995) jako Colm Feore
- Próba przyjaźni (Friends at Last, 1995) jako Phillip Connelyn
- Szampańskie safari (The Champagne Safari, 1995) jako Narrator (głos)
- The Boor (1996) jako Gruzdev
- Intensywna terapia (Critical Care, 1997) jako Richard Wilson
- Noc na Manhattanie (Night Falls on Manhattan, 1997) jako Harrison
- Bez twarzy (Face/Off, 1997) jako dr Malcolm Walsh
- Złowroga głębia (Hostile Waters, 1997) jako Pshenishny
- Nocne grzechy (Night Sins, 1997) jako Deacon Fletcher
- Ścigany inaczej (The Wrong guy, 1997) jako Morderca
- The Escape (1997) jako Hickman
- LIBERTY! The American Revolution (1997) jako Alexander Hamilton
- Purpurowe skrzypce (Violon rouge, Le, 1998) jako Licytator
- Miasto aniołów (City of Angels, 1998) jako Jordan
- Istota (Creature, 1998) jako Admiral Aaron Richland
- Podniebny terror (Airborne, 1998) jako Ron Simpson
- Mniejsze zło (The Lesser Evil, 1998) jako Derek Eastman
- Sztorm stulecia (Storm of the Century, 1999) jako Linoge, reporter w TV
- Tytus Andronikus (Titus, 1999) jako Marcus
- Wbrew pozorom (Striking Poses, 1999) jako Linus
- Informator (The Insider, 1999) jako Richard Scruggs
- Forget me Never (1999) jako Albert
- W amarantowej matni (Trapped in a Purple Haze, 2000) jako Ed Hanson
- Norymberga (Nuremberg, 2000) jako Rudolf Hoess
- Ważniejsze niż przyjaźń (The Virginian, 2000) jako Trampas
- Foreign Objects (2000) jako Tibor
- The Perfect Son (2000) jako Ryan Taylor
- Zapłon (Ignition, 2001) jako generał Joel MacAteer
- Bezpieczny port (Haven, 2001)
- Tajemnicza zbrodnia (The Caveman's Valentine, 2001) jako David Leppenraub
- Pearl Harbor (2001) jako Admirał Kimmel
- Zamach na Reagana (The Day Reagan Was Shot, 2001) jako Caspar Weinberger
- Final Jeopardy (2001) jako Paul Battaglia
- Lola (2001) jako Mike
- Century Hotel (2001) jako Sebastian
- Punkt zapalny (Point of Origin, 2002) jako Mike Matassa
- Chicago (2002) jako Harrison
- Sins of the Father (2002) jako Dalton Strong
- Napoleon (Napoléon, 2002) jako Narrator
- Trudeau (2002) jako Pierre Elliott Trudeau
- Benjamin Franklin (2002) jako Narrator (głos)
- Wdowy (Widows, 2002) jako Stein
- The Baroness and the Pig (2002) jako Baron
- Suma wszystkich strachów (The Sum of All Fears, 2002) jako Olson
- Zapłata (Paycheck, 2003) jako Wolfe
- Parasol bezpieczeństwa (National Security, 2003) jako detektyw McDuff
- Autostrada grozy (Highwaymen, 2003) jako Fargo
- Pancho Villa we własnej osobie (And Starring Pancho Villa as Himself, 2003) jako D.W. Griffith
- Kroniki Riddicka (The Chronicles of Riddick, 2004) jako Lord Marshal
- Egzorcyzmy Emily Rose (The Exorcism of Emily Rose, 2005) jako Karl Gunderson
- Cesarstwo (Empire, 2005) jako Cezar
- Kontakt (The Deal, 2005) jako Hank Weiss
- Lies My Mother Told Me (2005) jako Lucas
- Burnt Toast (2005) jako Dave
- Bon Cop, Bad Cop (2006) jako Martin Ward
- Intervention (2006)
- Killing Zelda Sparks (2007) jako dr Theodore Lenningrad
- Thor (Thor, 2011) jako Laufey
- Rodzina Borgiów (The Borgias, 2011) jako Kardynał Giuliano Della Rovere
- Revolution (2012) jako Randall Flynn
- Szpital Nadziei (Saving Hope, 2012) jako Mack
- Versace. Geniusz, sława i morderstwo (House of Versace, 2012) jako Santo Versace
- Pieśń Słonia (Elephant Song, 2013) jako dr Lawrence
- Jack Ryan: Teoria chaosu (Jack Ryan: Shadow Recruit, 2013) jako Rob Behringer
- Niesamowity Spider-Man 2 (The Amazing Spider-Man 2, 2014) jako Donald Menken
- Kingmakers (2014) jako Dean Vandermeer
- King Lear (2014) jako król Lear
- Reversion (2014) jako Jack Clé
- Painkillers (2015) jako dr Troutman
- Zbrodnie Niewinności (Mean Dreams, 2016) jako The Chief
- Buckout Road (2016) jako Wielebny Mike
- 21 Thunder (2016) jako Declan Gallard
- Dobrzy gliniarze 2 (Bon Cop Bad Cop 2, 2016) jako Martin Ward
- Greta (2017) jako Chris McCullen
- Anon (2017) jako detektyw Charles Gattis
- Siła Wyższa (Higher Power, 2018) jako Kontroler
- Astronaut (2018) jako Marcus
- Prodigy. Opętany (The Prodigy, 2018) jako Arthur Jacobson
- Beast Within (2019) jako ojciec Roman
- Mój Rok z Salingerem (My Salinger Year, 2019) jako Daniel
- The Umbrella Academy (2020) jako sir Reginald Hargreeves